# Phyllonorycter pyrifoliella
Phyllonorycter pyrifoliella is een vlinder uit de familie mineermotten (Gracillariidae). De wetenschappelijke naam is voor het eerst geldig gepubliceerd in 1933 door Gerasimov.
De soort komt voor in Europa.